# 韦尔热托
韦尔热托（法語：Vergetot，法語發音：[vɛʁʒəto]）是法国滨海塞纳省的一个市镇，属于勒阿弗尔区。

## 地理
韦尔热托（49°37'7"N, 0°16'45"E）面积4.31 平方千米，位于法国诺曼底大区滨海塞纳省，该省份为法国北部沿海省份，其西部及北部濒大西洋英吉利海峡，东起顺时针与索姆省、瓦兹省、厄尔省和卡爾瓦多斯省接壤。
与韦尔热托接壤的市镇（或旧市镇、城区）包括：克里克托莱讷瓦勒、埃克兰维尔、圣索沃尔-代马勒维尔。

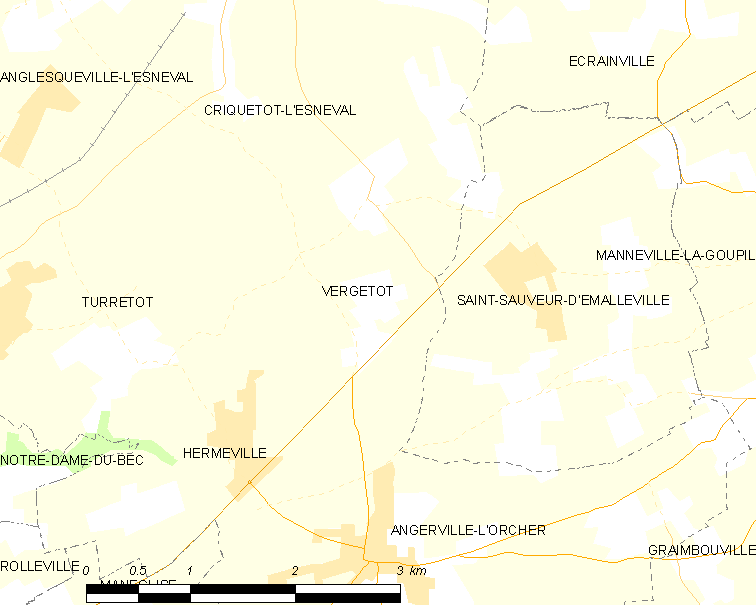
韦尔热托的OSM定位图

韦尔热托的时区为UTC+01:00、UTC+02:00（夏令时）。

## 行政
韦尔热托的邮政编码为76280，INSEE市镇编码为76734。

## 政治
韦尔热托所属的省级选区为滨海奥克特维尔县。

## 人口

1962-2008年间韦尔热托人口变化图示

韦尔热托于2022年1月1日时的人口数量为440人。